# Diritto processuale penale italiano
Il diritto processuale penale italiano è il diritto processuale penale vigente nella Repubblica Italiana.

## Storia
Nel regno d'Italia fu introdotto il codice di procedura penale italiano del 1865 contenente una regolamentazione organica del processo penale in Italia fu emanato nella Codificazione del 1865, e sostituito da una nuova codificazione della materia nel 1913. Infine fu approvata la nuova procedura penale del 1930, autore Alfredo Rocco, che restò praticamente immutata, anche con la nascita della Repubblica Italiana. 

### Il sistema attuale
Con la riforma, nella disciplina del codice attuale, entrato il vigore il 24 ottobre 1989, il processo ha assunto un rito tendenzialmente accusatorio, cioè un processo non più scritto (come nel sistema inquisitorio), bensì orale e basato sul contraddittorio.
L'attuale modello giuridico a cui si ispira la giustizia italiana prevede una sostanziale parità fra accusa e difesa nel corso del dibattimento, il momento centrale di tutto l'intero procedimento, tranne nella fase pre-processuale delle indagini preliminari dove per forza di cose la figura del pubblico ministero è prevalente su quella della difesa. 
La parità processuale tra accusa e difesa, formalmente introdotta nel 1999, rimane però in parte ancora teorica sia per un'antica prassi che informa ancora la mentalità di alcuni giudici sia per non essersi ancora provveduto alla separazione delle carriere tra pubblici accusatori (che sono parti del processo) e giudici (che devono essere imparziali).

## Caratteri generali
L'usuale etichetta procedura penale dovrebbe, però, essere sostituita con quella di diritto processuale penale - che viene considerata più esatta da un punto di vista scientifico - o meglio ancora da quella di diritto procedimentale penale - dato che la disciplina in esame comprende non solo la fase processuale. In generale possiamo definire tale partizione del diritto come un corpus normativo che detta le regole in merito all'esecuzione del procedimento penale con riferimento ai modi, tempi e luoghi dove esso si svolge. 
È tuttora oggetto di motivato dibattito politico e giuridico se l'attuale normativa rispetti in pieno la prescrizione, oggi sancita anche dalla Costituzione, sul giusto processo; in particolare si è molto discusso sulla norma che lascia alla scelta del giudicante l'opportunità di assumere o non assumere delle prove ed in particolare di sentire o non sentire i testimoni proposti dalle parti processuali (la proposta politica di avvicinarsi al modello americano, che lascia libere le parti di scegliere i testimoni e le prove da assumere è stata definita dalla parte politica contraria a tale proposta normativa "processo lungo"), nel mentre è sempre pendente l'esigenza da tutti riconosciuta di avvicinare alle medie internazionali l'eccessiva lunghezza dei processi in Italia, che (soprattutto per certuni gravi reati) supera spesso i dieci anni dai fatti (esigenza definita dai politici "processo corto"). L'abnorme eccessiva lunghezza dei processi ha portato, oltre che ad un persistente discredito internazionale dell'Italia, anche a ripetute condanne a risarcimenti dell'Italia verso chi è stato giudicato troppo tardi in Italia da parte della Corte europea dei diritti dell'uomo.
La legge impone che le parti siano tutte tutelate e le norme che regolano il processo penale davanti al giudice sono tali che le ragioni delle parti abbiano uguale tutela giuridica.  Il giudice inoltre deve essere parte indipendente per poter esercitare la propria funzione giudicante, e la stessa deve essere svolta in un contesto di norme che nella forma e nella sostanza regolano l'esercizio del potere giudiziario nell'imporre la pena ovvero determinare le modalità di assoluzione.

## Aspetti

### L'importanza del dibattimento
Il dibattimento rappresenta la fase processuale più importante perché è in questa sede che avviene la formazione della prova indispensabile ai fini del giudizio finale. Il procedimento penale si concluderà poi con un provvedimento giudiziale nella forma di una sentenza. Questa può essere di due tipi: sentenza di condanna o di assoluzione. Ricordiamo che l'imputato non è considerato colpevole fino al terzo e ultimo grado di giudizio, ovverosia quello in Corte di cassazione.

### Il "giusto processo"
Il sistema procedurale penale in Italia si ispira al cosiddetto "giusto processo", recepito dalla legge costituzionale 23 novembre 1999, n. 2 che ha modificato l'art. 111 della Costituzione.
La legge che prevede una serie di garanzie per l'imputato che già erano state assorbite da Convenzioni Internazionali, come il diritto del difensore dell'imputato a esperire indagini in favore del suo assistito e a far controinterrogare dal proprio difensore eventuali testimoni chiamati a deporre sul fatto che ha determinato l'azione penale e il successivo processo.